# Afrobrunnichia
Afrobrunnichia es un género de plantas pertenecientes a la familia Polygonaceae.

## Taxonomía
Afrobrunnichia fue descrito por Hutch. & Dalziel y publicado en Flora of West Tropical Africa 1: 118. 1927. La especie tipo es: Afrobrunnichia erecta (Asch.) Hutch. & Dalziel. 

## Especies
- Afrobrunnichia africana (Welw.) Hutch. & Dalziel
- Afrobrunnichia erecta (Asch.) Hutch. & Dalziel